# Asclepiadaceae

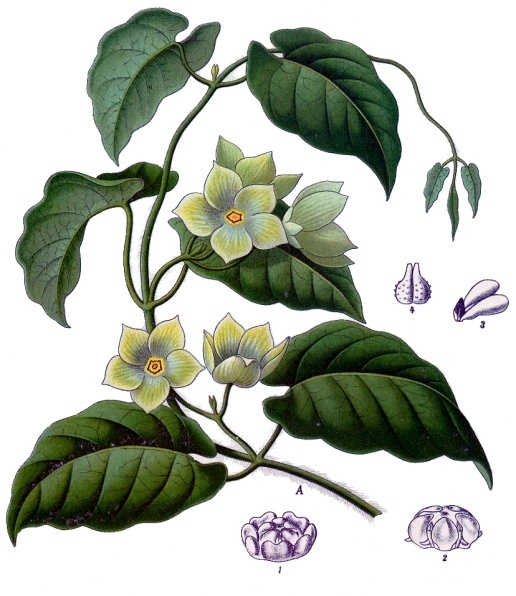
Matelea denticulata

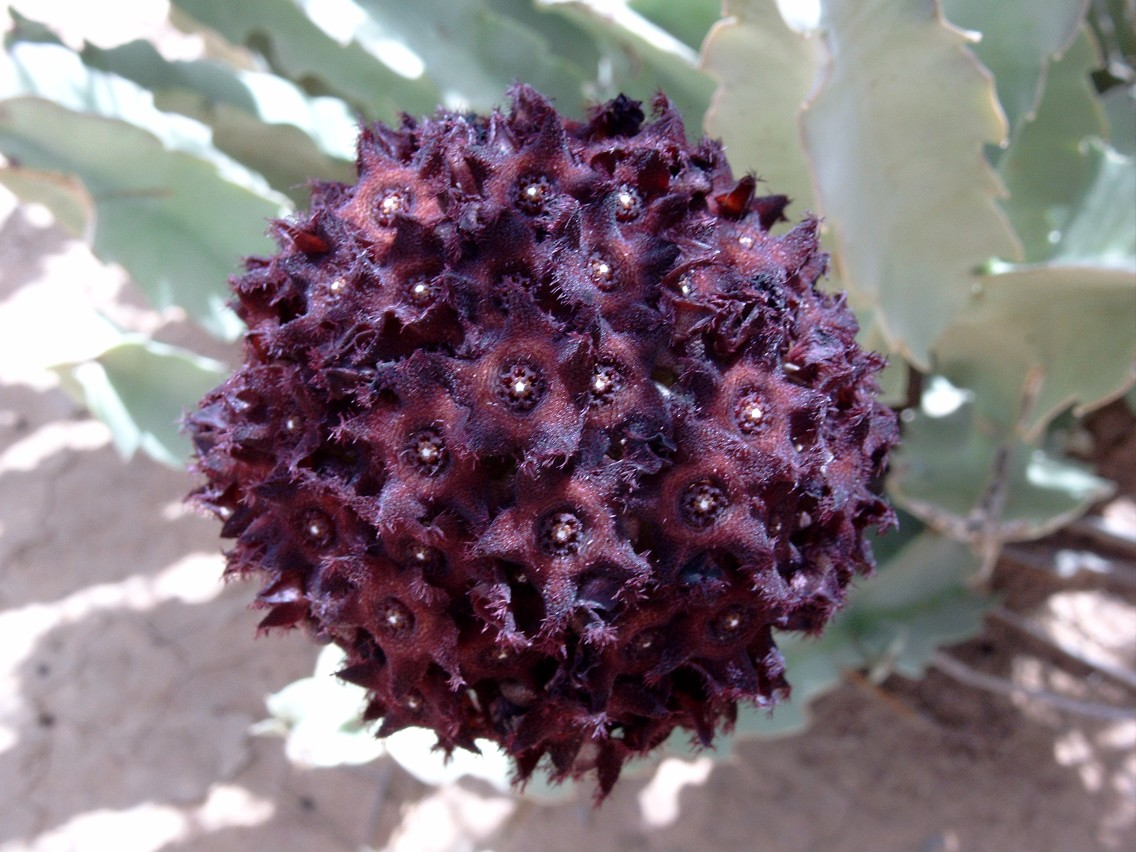
Caralluma acutangula

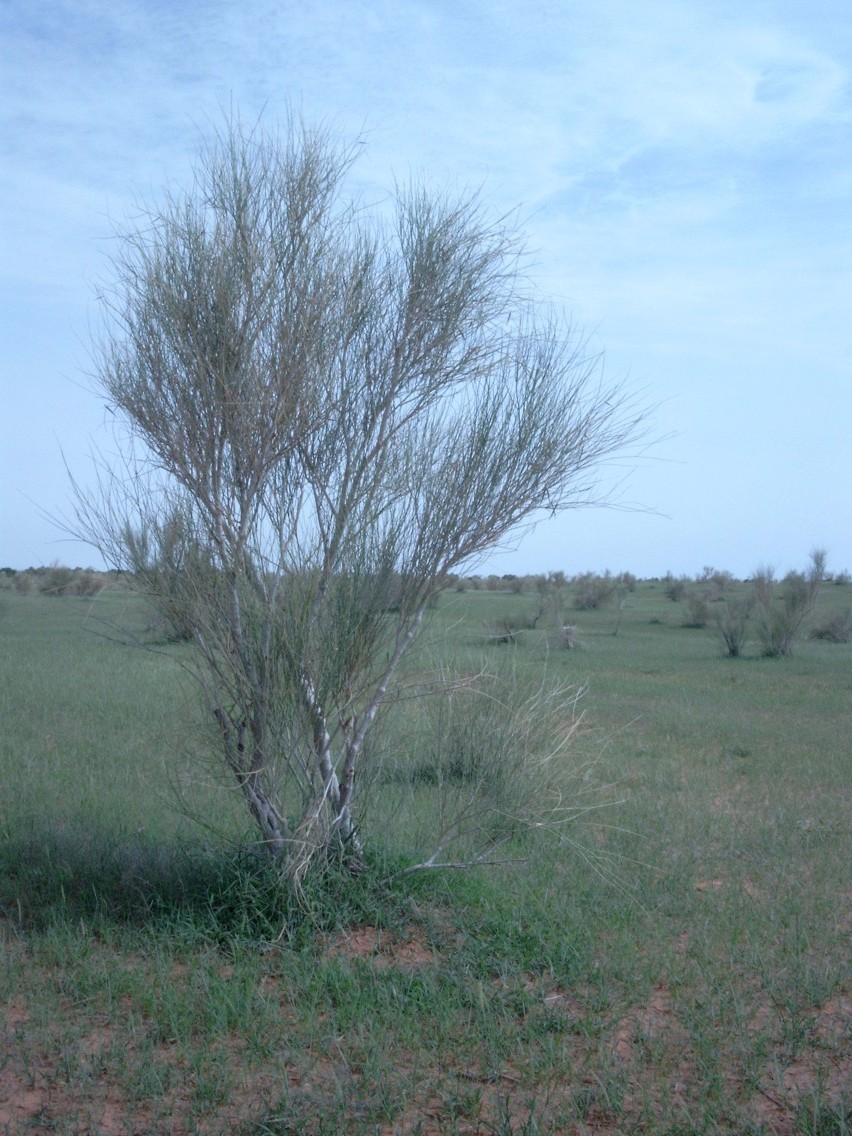
Leptadenia pyrotechnica

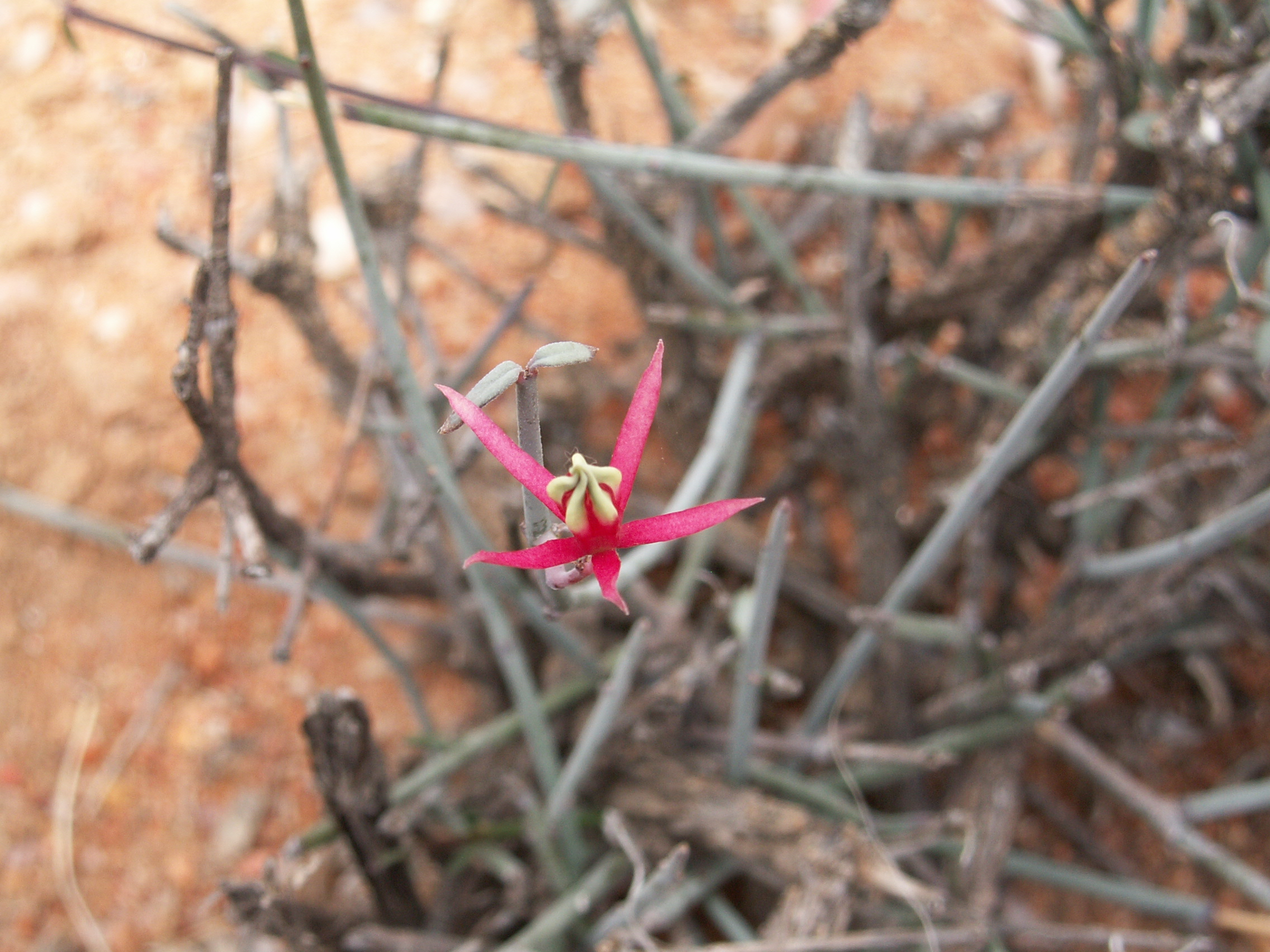
Microloma calycinum

Le Asclepiadaceae sono una famiglia di piante appartenente all'ordine Gentianales, con specie succulente.
La classificazione APG include le specie di questa famiglia nella sottofamiglia Asclepiadoideae delle Apocynaceae.
Il nome della famiglia e della sottofamiglia proviene dal genere Asclepias.

## Descrizione
Questa famiglia si compone di piante erbacee perenni, arbusti rampicanti, liane e alberi con foglie succulente.
Fanno parte di questa famiglia alcune specie assai strane che a volte assumono forme mostruose e anomale. Altre specie hanno forma tubolare e sono poco coltivate per via della loro rara e poco vistosa produzione di fiori; altre ancora sono rampicanti ma adatte solo alla crescita in serra; ne esistono anche con fusti cilindrici e piccoli fiori.
Le specie della tribù Stapeliae, ed in particolare quelle dei generi  Huernia, Stapelia, Hoodia e Caralluma, posseggono fusti succulenti ed uno sviluppato e complesso meccanismo di impollinazione, simile a quello delle Orchidacee. L'odore dei fiori è spesso associato all'odore di una carogna; ha la funzione di attrarre le mosche che andranno poi a impollinare i fiori.

## Distribuzione e habitat
Comprende 348 generi e circa 2900 specie diffuse nella zona tropicale e subtropicale, in prevalenza in Africa e Sud America.